# Flight Alaska
Flight Alaska (im Außenauftritt Yute Air Alaska) war eine amerikanische Fluggesellschaft mit Sitz in Bethel.

## Geschichte
Flight Alaska wurde 1955 als Bob Harris Flying Service gegründet und 1974 in Yute Air geändert (Yute bedeutet in der Sprache der Eskimo Yupik „die Menschen“). Formell eingetragen war die Fluggesellschaft als Flight Alaska Inc. Im März 2017 wurde der Betrieb abrupt eingestellt.

## Flotte
Mit Stand Januar 2015 bestand die Flotte der Flight Alaska laut ihrer Homepage aus zwei Cessna 172 und elf Cessna 207.